# Guettara
Guettara (em árabe: القطارة) é uma cidade e comuna localizada na província de Djelfa, Argélia. De acordo com o censo de 2008, a população total da cidade era de 9 926 habitantes.